# مطار بريست
مطار بريست (بالإنجليزية: Brest Bretagne airport)‏؛ هو مطار دولي يخدم مدينة بريست في فرنسا.